# فرض‌الله شاهین‌راد
فرض‌الله شاهین‌راد (زاده ۱۳۱۷ سمقاور) فرمانده نظامی بازنشسته و نویسنده ایرانی است، که در خلال جنگ ایران و عراق، از فرماندهان نیروی زمینی ارتش بود و در ماه‌های نخست جنگ، فرماندهی گردان ۱۴۴ را برعهده داشت. وی به‌علت خدماتش در جنگ، دو نشان فتح درجه ۲ و ۳ دریافت کرده است.

## زندگی‌نامه
فرض‌الله شاهین‌راد در سال ۱۳۱۷ در روستای سمقاور، شهرستان کمیجان، استان مرکزی زاده شد. خانوادهٔ وی اصالتاً کشاورز بودند. پدرش از نظامیان دوران پهلوی اول بود. وی پس از دریافت مدرک دیپلم متوسطه، خدمت وظیفه عمومی را آغاز نمود و پس از اتمام دوران سربازی، فرماندهان به شاهین‌راد پیشنهاد دادند تا در یگان چتربازان استخدام شود.

## گردان ۱۴۴
فرض‌الله شاهین راد فرمانده گردان ۱۴۴ بود، که نقش مهمی در جلوگیری از تصرف آبادان در جنگ ایران و عراق ایفا نمود. این گردان در سوم آبان ۱۳۵۹ مقابل یک لشکر عراق (شامل ۱۴ گردان) ایستادگی کرد و از پیشروی آن جلوگیری نمود. گفته می‌شود ۲۵۰ نفر از این گردان در این نبرد جان خود را از دست دادند.

## آثار
- شجاعان نبرد: قرارگاه نصر ۲ در عملیات فتح‌المبین
- گردان ۱۴۴ در نبرد آبادان[۱۰]
- برای امنیت: لشگر ۶۴ پیاده ارومیه در شمالغرب[۱۱]
- نصر بزرگ[۱۲]

## نقل قول‌ها
- «من وقتی توی جنگ شرکت می‌کنم، به عنوان جبران بدهی‌ام شرکت می‌کنم. اما یک فرد غیرنظامی نه. او وظیفه ندارد. در او عِرق شهادت‌طلبی و مروت هست.»
- «سرباز امانت من است. باید تر و خشکش کنم، باید حفظش کنم.»[۱۳]